# Ginástica rítmica nos Jogos Pan-Americanos de 2019 - 3 arcos + 2 pares de maças
A competição do 3 arcos + 2 pares de maças feminino foi um dos eventos da ginástica rítmica nos Jogos Pan-Americanos de 2019. Foi disputada no Polideportivo Villa El Salvador no dia 5 de agosto. 

## Calendário
Horário local (UTC-5).
| Data        | Horário | Fase  |
| ----------- | ------- | ----- |
| 5 de agosto | 15:00   | Final |

## Medalhistas
|  | BRA Brasil                                                                 |  | MEX México                                                                     |  | CUB Cuba                                                                  |
|  | Beatriz da Silva Vitória Guerra Deborah Medrado Nicole Pircio Camila Rossi |  | Ana Galindo Adriana Hernandez Mildred Maldonado Britany Sainz Karen Villanueva |  | Claudia Arjona Tatiana Frometa Melissa Kindelán Elaine Rojas Danay Utrias |

## Resultados
| Pos.              | Ginasta | Dificuldade | Execução | Penalidade | Total  |
| ----------------- | --- | ----------- | -------- | ---------- | ------ |
| Medalha de ouro   | Brasil (BRA) Beatriz da Silva Vitória Guerra Deborah Medrado Nicole Pircio Camila Rossi                          | 16.700      | 7.550    |            | 24.250 |
| Medalha de prata  | México (MEX) Ana Galindo Adriana Hernandez Mildred Maldonado Britany Sainz Karen Villanueva                      | 16.900      | 6.200    | 0.05       | 23.050 |
| Medalha de bronze | Cuba (CUB) Claudia Arjona Tatiana Frometa Melissa Kindelán Elaine Rojas Danay Utrias                             | 15.000      | 7.200    |            | 22.200 |
| 4                 | Venezuela (VEN) Maria Waleska Ojeda Dahilin Parra Juliette Quiroz Kizzy Rivas Sofia Suarez                       | 13.700      | 5.600    |            | 19.300 |
| 5                 | Estados Unidos (USA) Isabelle Connor Yelyzaveta Merenzon Elizaveta Pletneva Nicole Sladkov Kristina Sobolevskaya | 13.600      | 4.350    |            | 17.950 |
| 6                 | Canadá (CAN) Carmel Kallemaa Vanessa Panov Alexandra Udachina Carmen Whelan Alexandra Zilyuk                     | 11.600      | 2.650    | 0.05       | 13.700 |
| 7                 | Peru (PER) Carmen Leon Flavia Paula Leon Aitana Orrego Camila Rodriguez Georgina Vidalon                         | 8.200       | 3.700    |            | 11.900 |